# Josefkirche (Gliwice)

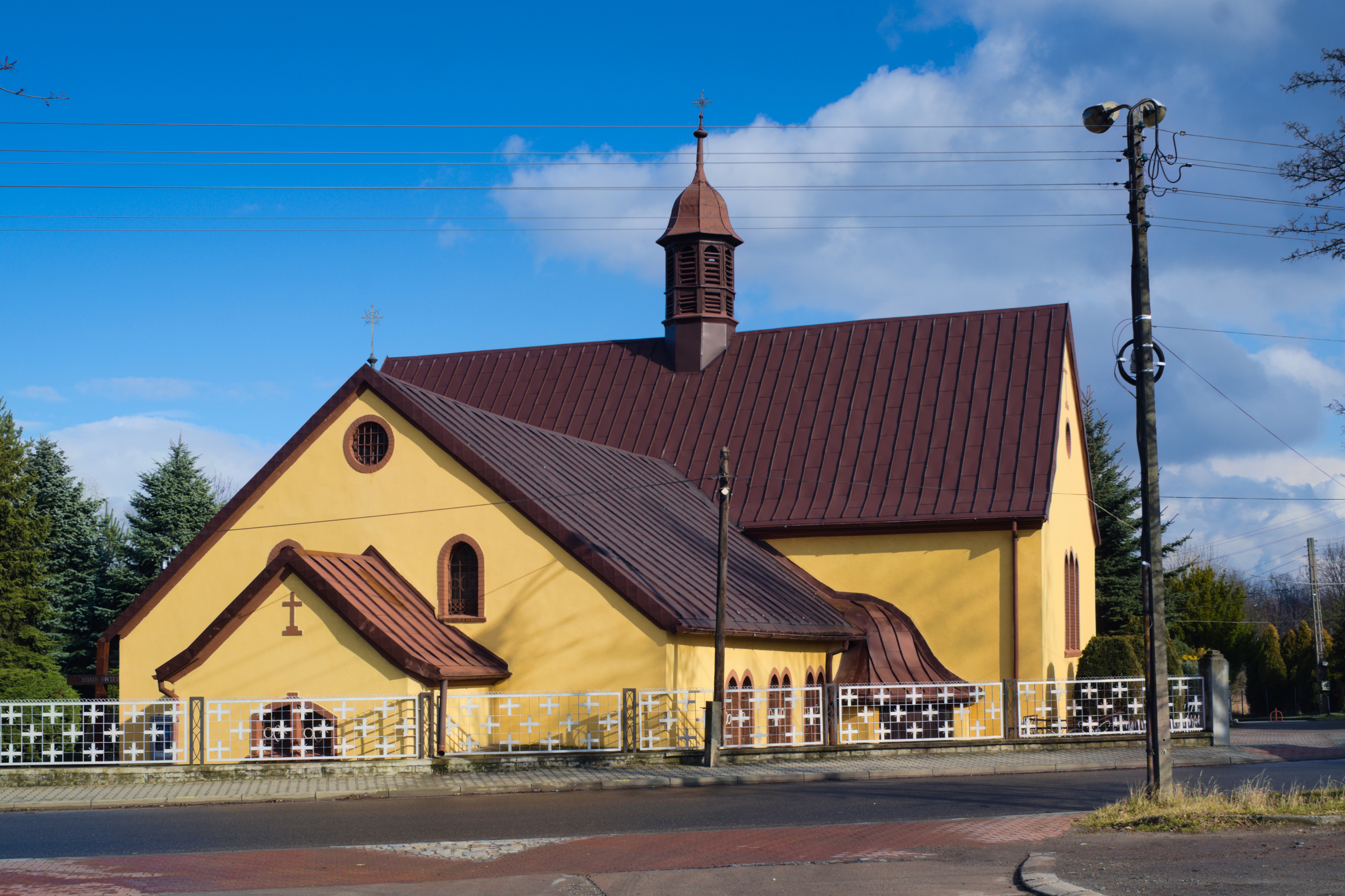
Blick auf die Josefkirche

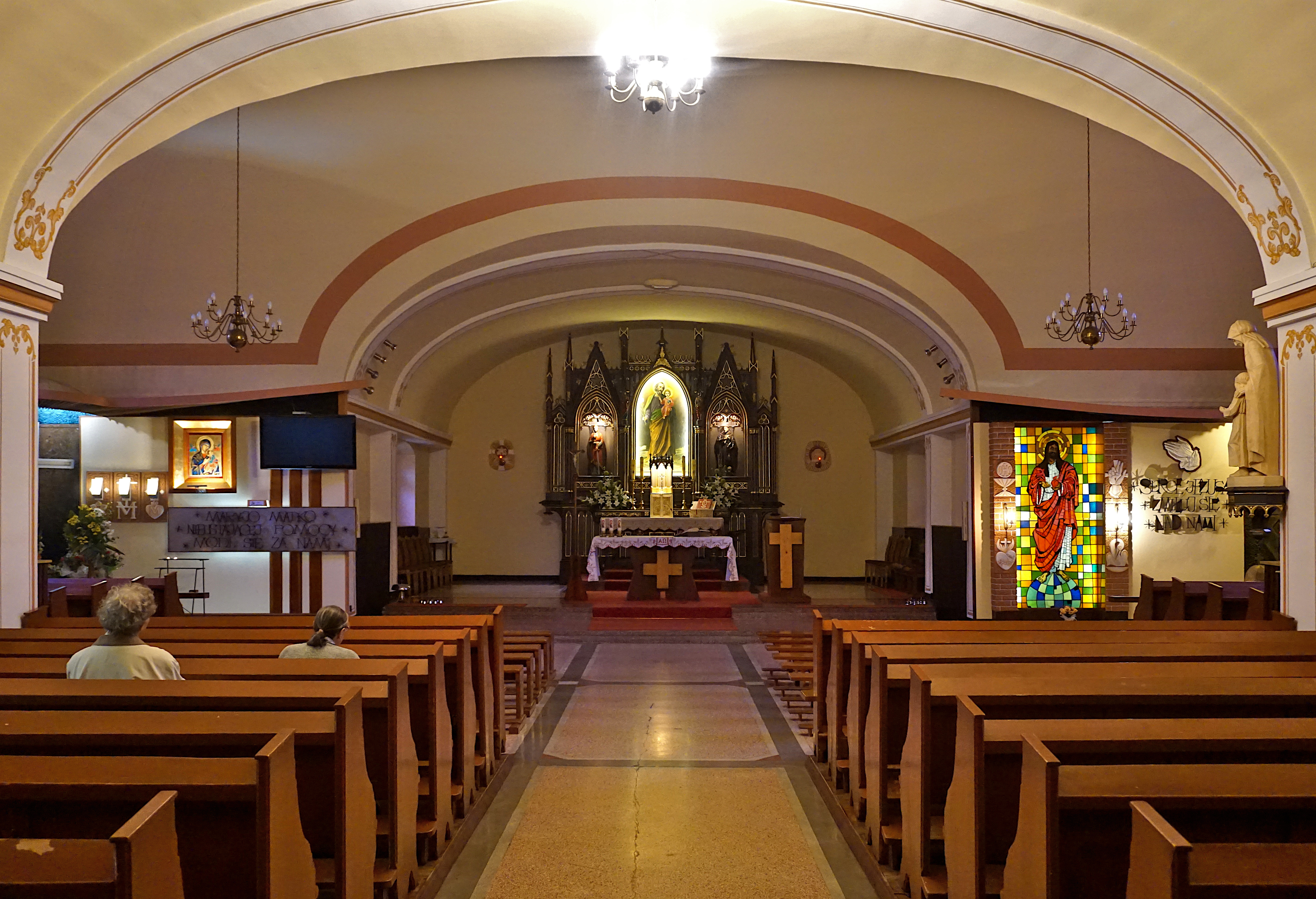
Innenraum der Josefskirche

Die Josefkirche (polnisch Kościół św. Józefa) im oberschlesischen Gliwice (Gleiwitz) ist eine römisch-katholische Pfarrkirche. Die Kirche im modernen Stil stammt aus dem 20. Jahrhundert und ist dem heiligen Josef von Nazaret geweiht. Die Josefkirche gehört der Pfarrgemeinde St. Josef in Gliwice (Gleiwitz) im Dekanat Gliwice-Sośnica des Bistums Gliwice an. Sie befindet sich an der Ulica św. Józefa im Stadtteil Ligota Zabrska (Ellguth-Zabrze).

## Geschichte
Bei dem Gebäude handelte es sich ursprünglich um ein Wohn- und Wirtschaftsgebäude, dass von der Kirchengemeinde St. Peter-Paul 1924 erworben wurde, um es als Hilfskirche zu nutzen. Der Umbau zur Kirche begann 1924 und wurde 1925 fertiggestellt. Die benötigten Baumaterialien wurden durch die Bergwerksdirektion Sosnitza und durch die Ziegelei in Ellguth-Zabrze gespendet. Am 11. November 1925 wurde die Kirche dem heiligen Josef von Nazaret geweiht. Der ursprünglich geplante Kirchenneubau wurde nicht realisiert.

## Architektur
Bei der Josefkirche handelt es sich um ein modernes gemauertes Bauwerk mit einer vollständig verputzten Fassade ohne Dekorationselemente. Sie besitzt einen kleinen hölzernen Dachreiter. Der Hauptaltar besteht aus Eichenholz und wurde durch Isidor Mrowetz geschaffen. Herzstück des Altars ist ein Gemälde mit dem heiligen Josef von 1912, das durch Pfarrer Johannes Chrząszcz gestiftet wurde.
Auf dem Außengelände der Kirche befinden sich Figuren des Schutzengels, von Jesus Christus, eine Lourdesgrotte mit Marienfigur, ein Missionskreuz und eine Baumallee.